# یواس‌اس باهام (ای‌جی-۷۱)
یواس‌اس باهام (ای‌جی-۷۱) (به انگلیسی: USS Baham (AG-71)) یک کشتی بود که طول آن 441'6" بود. این کشتی در سال ۱۹۴۳ ساخته شد.